# Ito-Thermie
Ito-Thermie ist eine Massagetechnik, die 1929 von dem Japaner Kin-itsu Ito entwickelt wurde. Sie bedient sich der Wirksamkeit der schon in buddhistischen japanischen Klöstern verwendeten Blätter des Mispelbaums. Die Blätter und weitere Kräuter werden erhitzt und in speziellen Metallhülsen auf den Körper durch Entlangstreichen aufgebracht. 